# Wink (Texas)
Wink je město v okrese Winkler County ve státě Texas ve Spojených státech amerických. V roce 2020 zde žilo 915 obyvatel a s celkovou rozlohou 3,0 km² byla hustota zalidnění 302,8 obyvatel na km².
Žil zde americký zpěvák, kytarista a skladatel Roy Orbison.